# Lutzomyia deleoni
Lutzomyia deleoni är en tvåvingeart som först beskrevs av Fairchild G. B., Hertig M. 1947.  Lutzomyia deleoni ingår i släktet Lutzomyia och familjen fjärilsmyggor. Inga underarter finns listade i Catalogue of Life.